# Wincheringen
Wincheringen ist eine Ortsgemeinde im Landkreis Trier-Saarburg in Rheinland-Pfalz. Sie gehört der Verbandsgemeinde Saarburg-Kell an. Wincheringen ist gemäß Landesplanung als Grundzentrum ausgewiesen.

## Geographie
Wincheringen  liegt an der deutsch-luxemburgischen Obermosel, die Moselbrücke Wormeldange–Wincheringen verbindet den Ort mit Wormeldingen.
Ortsteile sind Wincheringen, Bilzingen sowie Söst.
Der Wincheringener Bach hat eine Länge von 2,9 km.
Nachbarorte auf der deutschen Seite der Mosel sind die Ortsgemeinden Nittel im Norden, Onsdorf, Mannebach und Fisch in Nordosten, Merzkirchen im Südosten sowie Palzem im Südwesten.

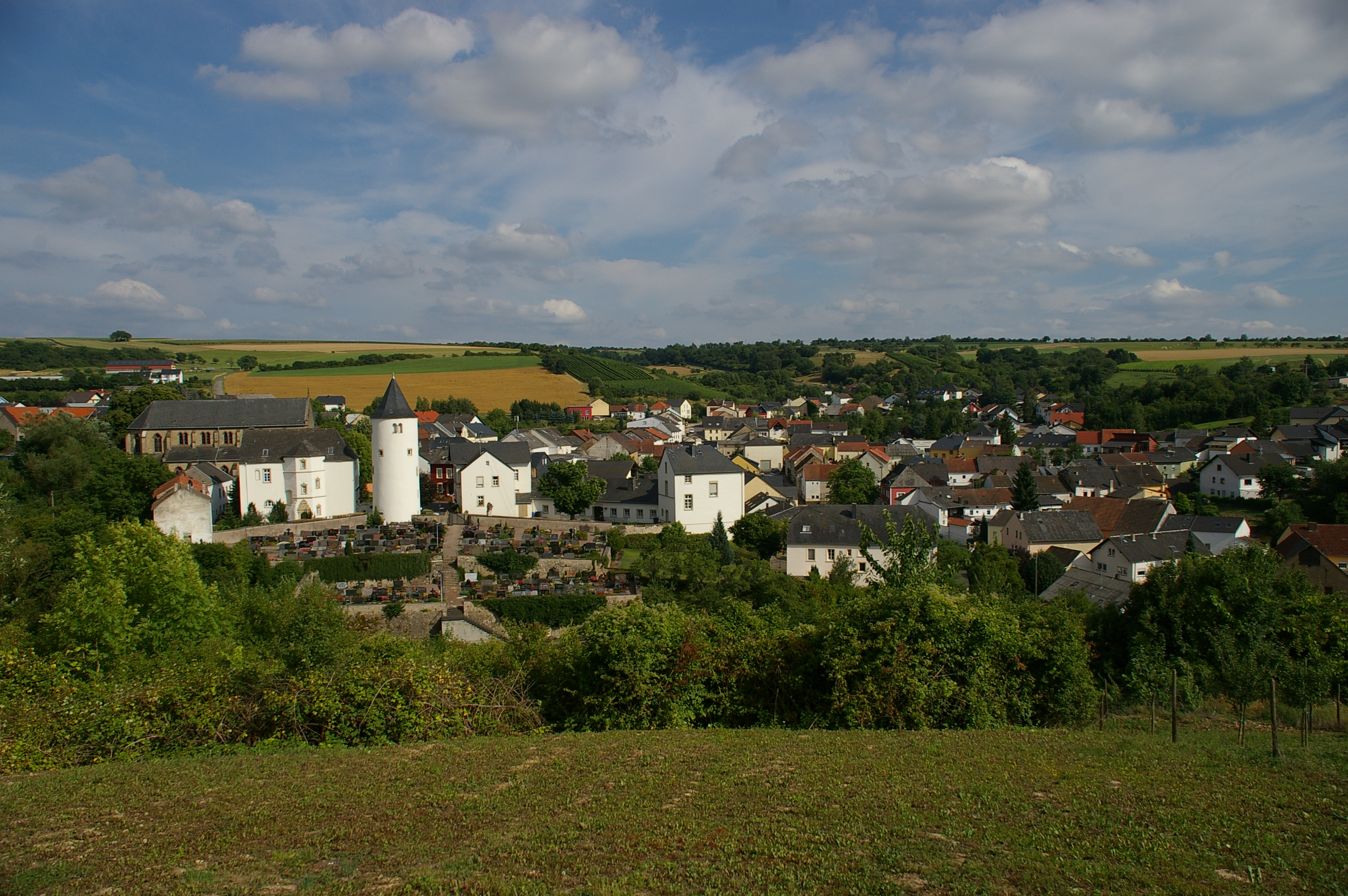
Ortslage Wincheringen
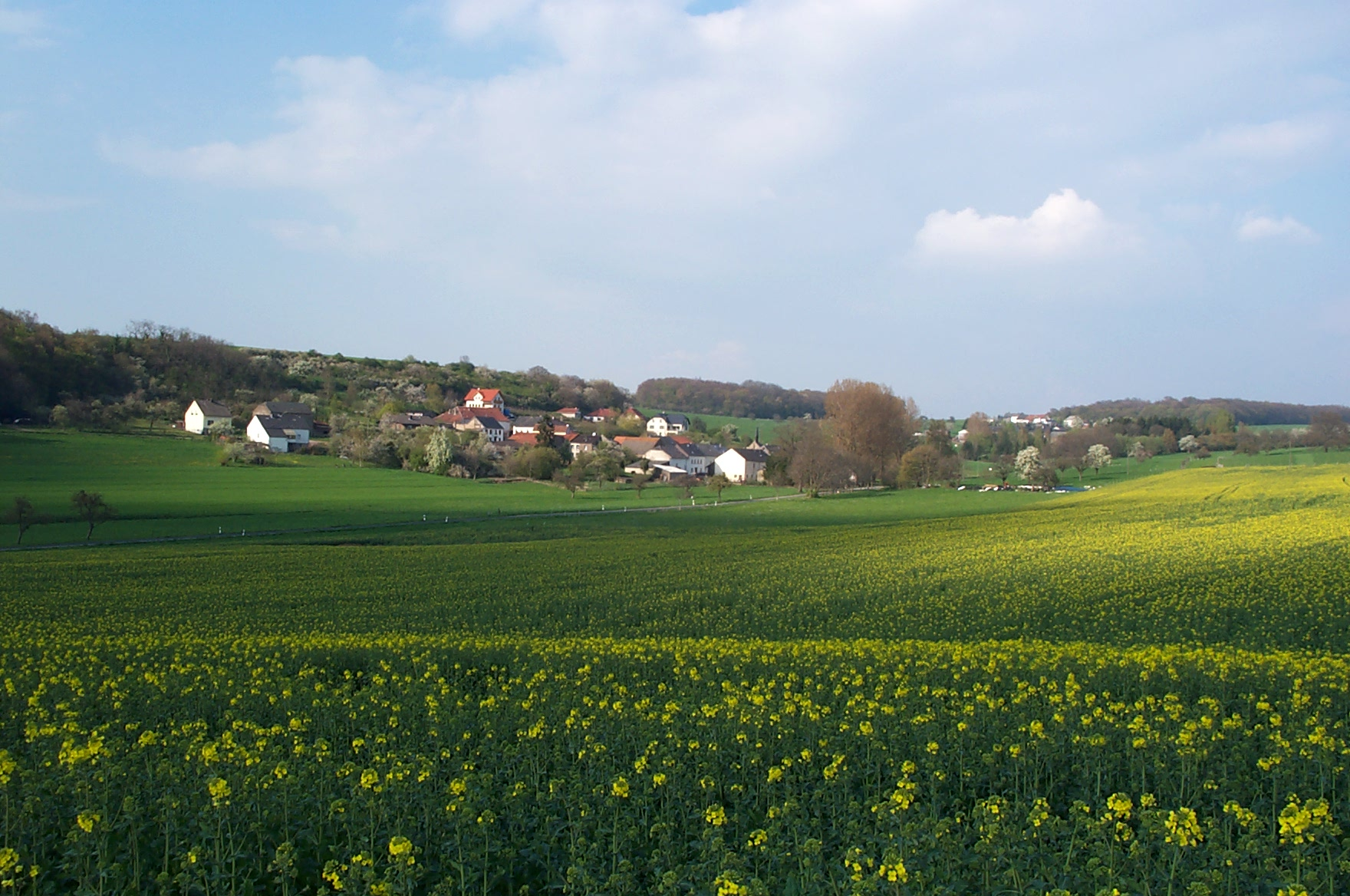
Ortsteil Söst

## Geschichte
Der Ort wurde unter dem Namen Winegringen zuerst im Jahr 893 im Prümer Urbar urkundlich erwähnt.
Das Wahrzeichen des Dorfes, das Warsberghaus mit dem ehemaligen Wehrturm, stammt im Ursprung aus dem 11./12. Jahrhundert. Es gehörte zu einer Wasserburg, die im Lauf der Jahrhunderte bis auf das Herrschaftshaus und den Wehrturm zerstört wurde. Das Haus hat seinen Namen von dem Herrschaftsgeschlecht der Warsberger, die ihren Weg aus Varsberg in Lothringen hierher an die Obermosel fanden. Von 1473 bis 1793 bestimmten sie maßgeblich die Geschichte des Ortes und der Region. Heute sind Turm und Haus im Besitz der Gemeinde. Als Kuriosum ist anzusehen, dass die Glocken der nahegelegenen Pfarrkirche „St. Peter“ im Turm der Zivilgemeinde hängen. Nachdem der ehemalige Warsbergturm 1830 in das Eigentum der Gemeinde überging, diente er als Glockenturm der damaligen Pfarrkirche, die sich in unmittelbarer Nähe auf dem heutigen Friedhof befand. Die 1884 eingeweihte neue Kirche wurde nach den Plänen des Architekten Reinhold Wirtz ohne Glockenturm gebaut. Ein kleiner Turm mit einer Glocke diente zum Anzeigen der Wandlung während der Messe. Die Zerstörung der Kirche war am 6. Oktober 1944, bei der das komplette Kirchendach ausbrannte.
Der heutige Ortsteil Wincheringen war bis zum Ende des 18. Jahrhunderts der namensgebende Hauptort der Herrschaft Wincheringen, die landesherrlich zum Herzogtum Luxemburg gehörte. Die Herrschaft Wincheringen umfasste auch das Dorf Fisch mit Littorf und einem Teil von Rehlingen (heute Ortsteil von Nittel), einen Teil des Dorfes Körrig (heute Ortsteil von Merzkirchen), den Hof Rohlingen bei Palzem und das Dorf Wehr (heute Ortsteil von Palzem). Die beiden Ortsteile Bilzingen und Söst dagegen gehörten landesherrlich zum Kurfürstentum Trier und waren Teil des Amtes Saarburg.
Infolge der Inbesitznahme der Region durch französische Revolutionstruppen gehörte der Ort Wincheringen von 1795 bis 1814 zum Kanton Grevenmacher im Departement der Wälder. Bilzingen und Söst gehörten von 1798 bis 1814 zum Kanton Saarburg im Saardepartement.
Aufgrund der auf dem Wiener Kongress getroffenen Vereinbarungen wurde die Region dem Königreich Preußen zugeordnet. Unter der preußischen Verwaltung kamen die Gemeinden Wincheringen, Bilzingen und Söst zum Kreis Saarburg im Regierungsbezirk Trier, der von 1822 an zur Rheinprovinz gehörte. Die Gemeinde Wincheringen wurde der Bürgermeisterei Nittel zugeordnet, Bilzingen der Bürgermeisterei Meurich und Söst der Bürgermeisterei Saarburg.
Am 18. Juli 1946 wurde Wincheringen gemeinsam mit weiteren 80 Gemeinden der Landkreise Trier und Saarburg dem im Februar 1946 von der übrigen französischen Besatzungszone abgetrennten Saargebiet angegliedert, das zu der Zeit nicht mehr dem Alliierten Kontrollrat unterstand. Am 6. Juni 1947 wurde diese territoriale Ausgliederung bis auf 21 Gemeinden wieder zurückgenommen, damit kam Wincheringen an das 1946 neugebildete Land Rheinland-Pfalz.
Am 17. März 1974 wurden die beiden bis dahin selbständigen Gemeinden Bilzingen (135 Einwohner) und Söst (150 Einwohner) eingemeindet.
Bilzingen, auf der fruchtbaren Hochfläche des Saargaues gelegen, durchzog einst eine Römerstraße zwischen Trier und Metz. Das landwirtschaftlich zwischen Äckern und Wiesen eingebettete Söst kann mit Münzfunden aus konstantinischer Zeit und fränkischen Grabfeldern aufwarten.
Bevölkerungsentwicklung
Die Entwicklung der Einwohnerzahl von Wincheringen bezogen auf das heutige Gemeindegebiet; die Werte von 1871 bis 1987 beruhen auf Volkszählungen:
| Jahr | Einwohner |
| ---- | --------- |
| 1815 | 733       |
| 1835 | 1.153     |
| 1871 | 1.214     |
| 1905 | 1.491     |
| 1939 | 1.532     |
| 1950 | 1.543     |
| 1961 | 1.528     |

| Jahr | Einwohner |
| ---- | --------- |
| 1970 | 1.608     |
| 1987 | 1.329     |
| 1997 | 1.351     |
| 2005 | 1.593     |
| 2011 | 1.819     |
| 2017 | 2.170     |
| 2023 | 2.580     |

## Politik

### Gemeinderat
Der Ortsgemeinderat in Wincheringen besteht aus 16 Ratsmitgliedern, die bei der Kommunalwahl am 9. Juni 2024 in einer personalisierten Verhältniswahl gewählt wurden, und dem ehrenamtlichen Ortsbürgermeister als Vorsitzendem. Die Anzahl der Ratsmitglieder erhöhte sich gemäß rheinland-pfälzischem Kommunalwahlrecht bei der Wahl 2024 von 16 auf 20, da die Einwohnerzahl der Gemeinde zum Stichtag auf über 2500 gestiegen war.
Die Sitzverteilung im Ortsgemeinderat:
| Wahl | SPD | CDU | Grüne | W 21 | Gesamt   |
| ---- | --- | --- | ----- | ---- | -------- |
| 2024 | 5   | –   | –     | 15   | 20 Sitze |
| 2019 | 4   | –   | –     | 12   | 16 Sitze |
| 2014 | 4   | –   | 2     | 10   | 16 Sitze |
| 2009 | 5   | –   | –     | 11   | 16 Sitze |
| 2004 | 4   | 12  | –     | –    | 16 Sitze |

- W 21 = Wählergruppe Wincheringen 21 e. V.

### Bürgermeister
Elmar Schömann wurde im Sommer 2014 Ortsbürgermeister von Wincheringen. Bei der Direktwahl am 26. Mai 2019 wurde er mit einem Stimmenanteil von 90,81 % und am 9. Juni 2024 als einziger Bewerber mit 75,2 % jeweils für weitere fünf Jahre in seinem Amt bestätigt.
Schömanns Vorgänger Leo Holbach hatte das Amt 35 Jahre ausgeübt.

### Wappen
| Wappen von Wincheringen | Blasonierung: „Im gespaltenen Schild vorne in Silber ein durchgehendes rotes Kreuz. Hinten in Schwarz ein silberner, goldgekrönter, rotbewehrter Löwe.“                                                            |
| Wappen von Wincheringen | Wappenbegründung: Wegen der früheren Zugehörigkeit des Ortes zum Kurfürstentum Trier zeigt das Wappen das kurtrierische Kreuz, dazu das Wappen der Familie von Warsberg, die die Burg als trierisches Lehen hatte. |

## Sehenswürdigkeiten
Das Warsberghaus, die ehemalige Wasserburg Warsberg, Burg Wincheringen.

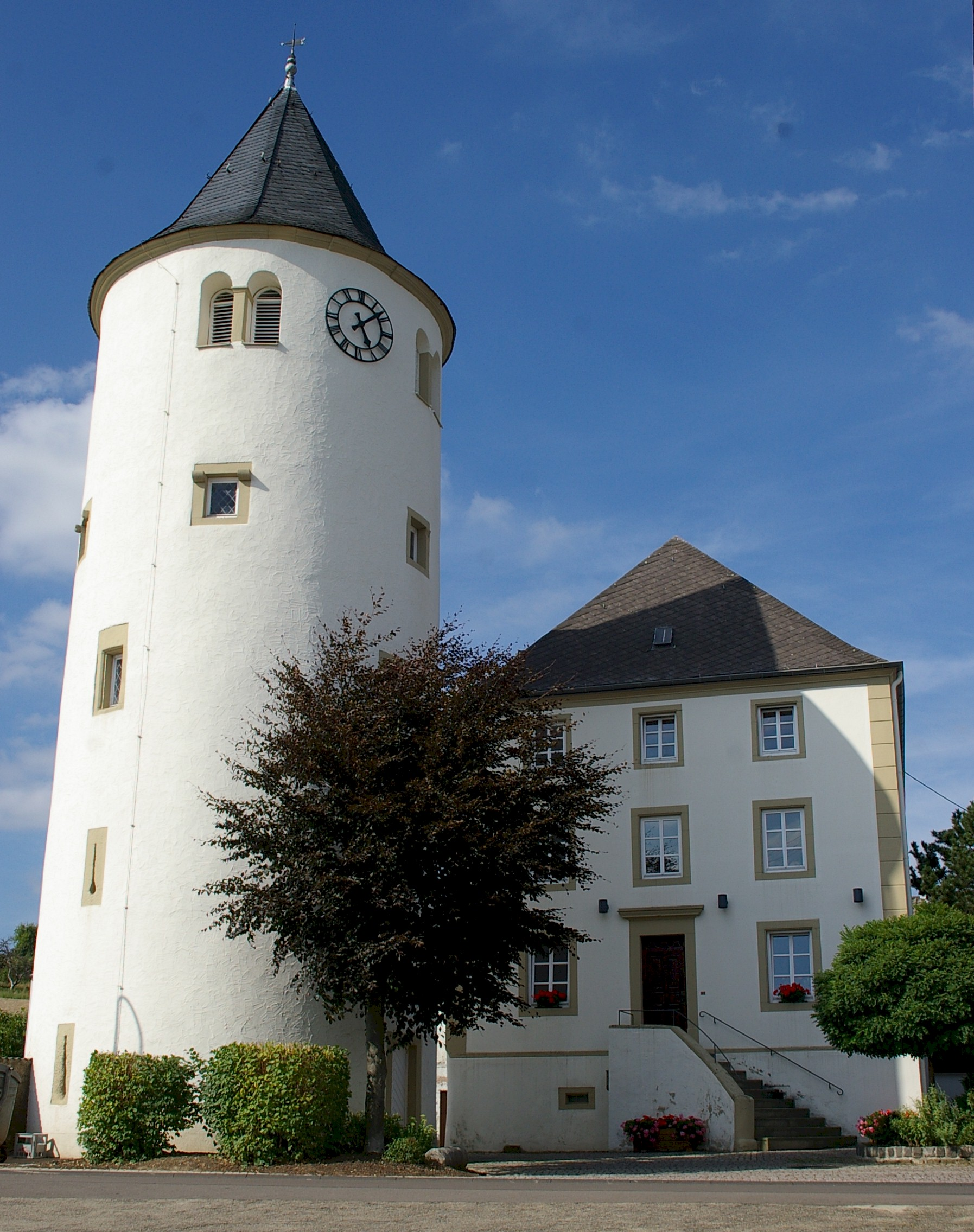
Burg Wincheringen (Wehrturm und Herrschaftshaus)
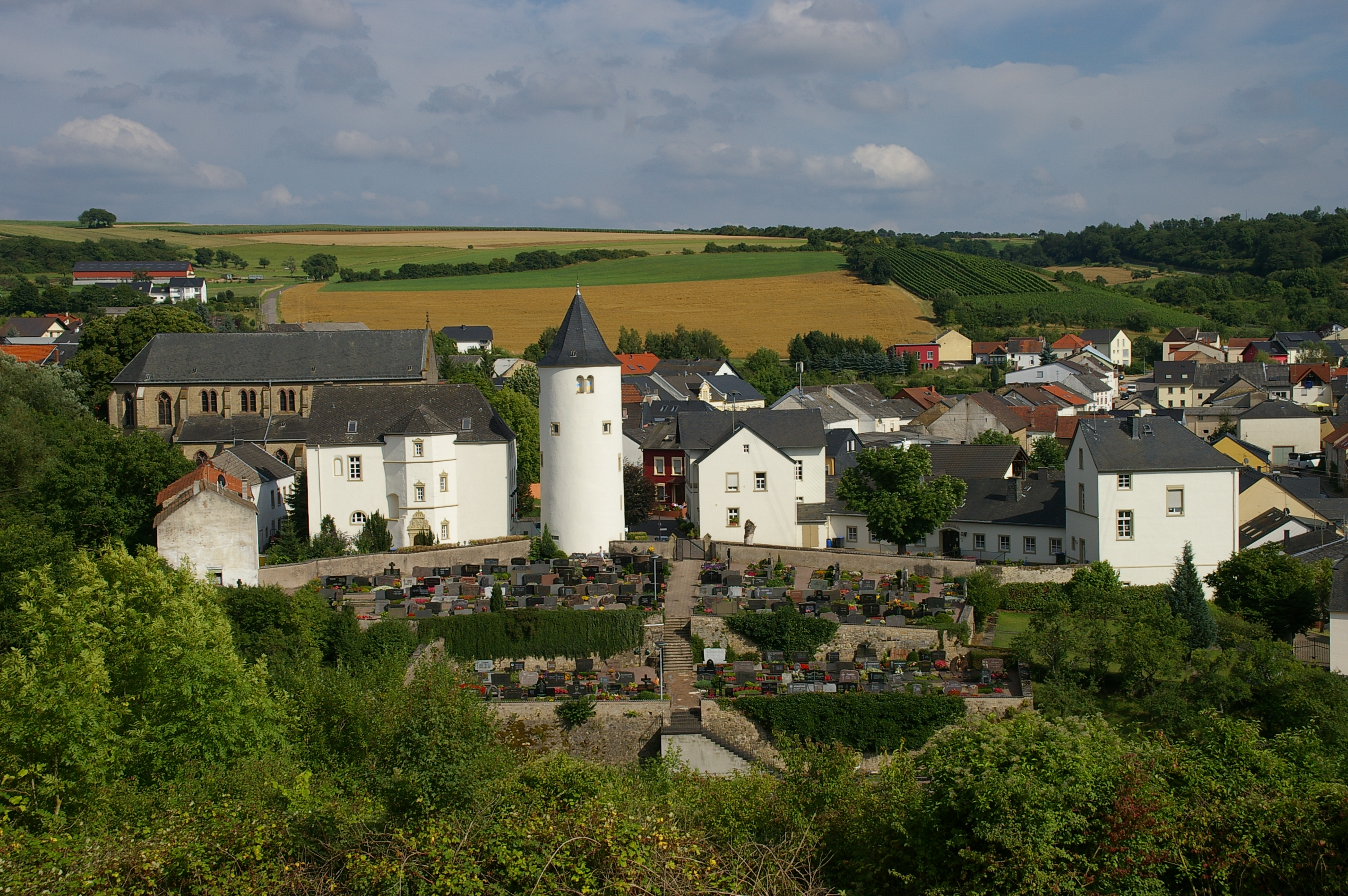
Burganlage in Wincheringen/Mosel
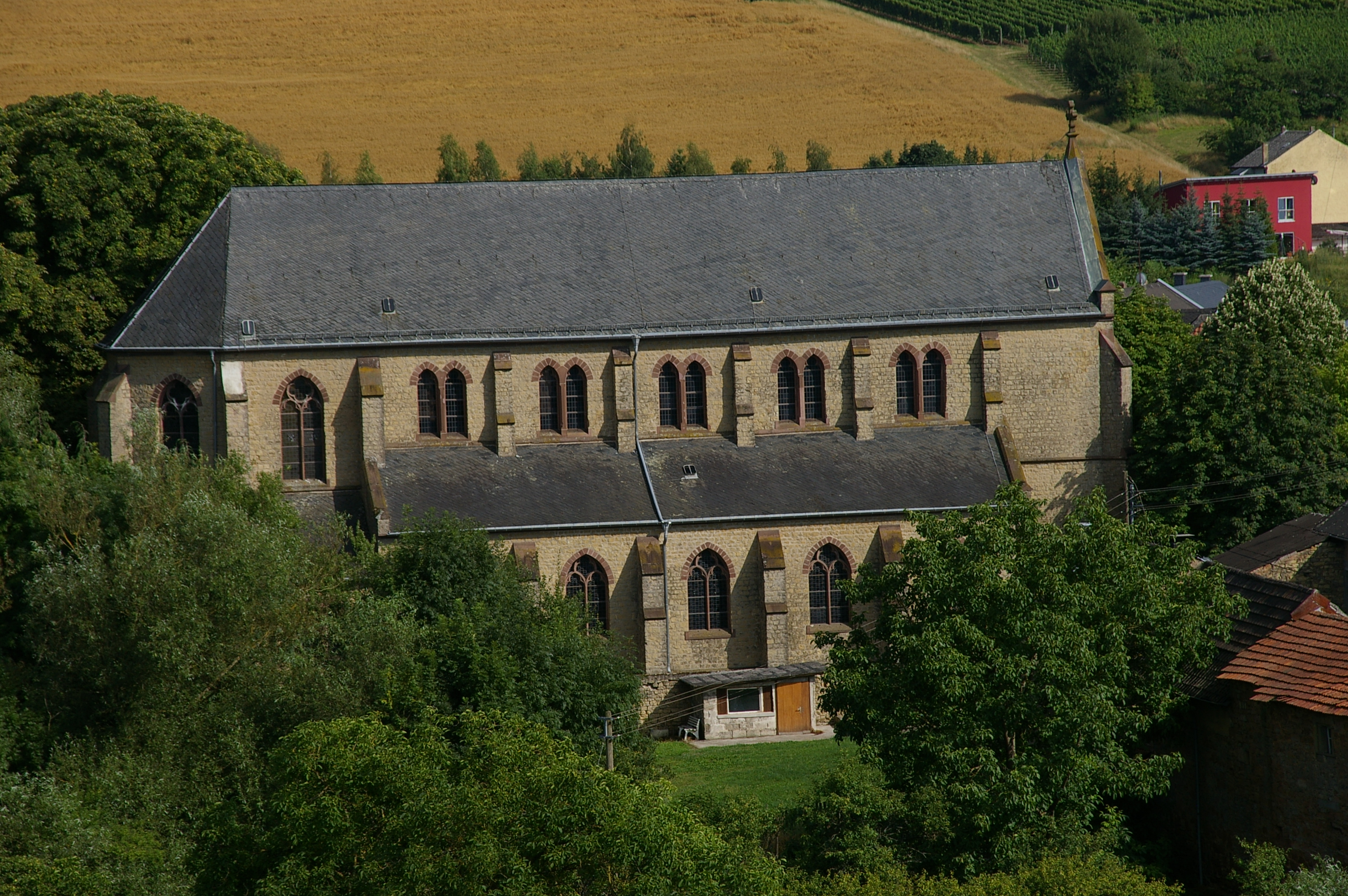
Kath. Pfarrkirche St. Peter in Wincheringen
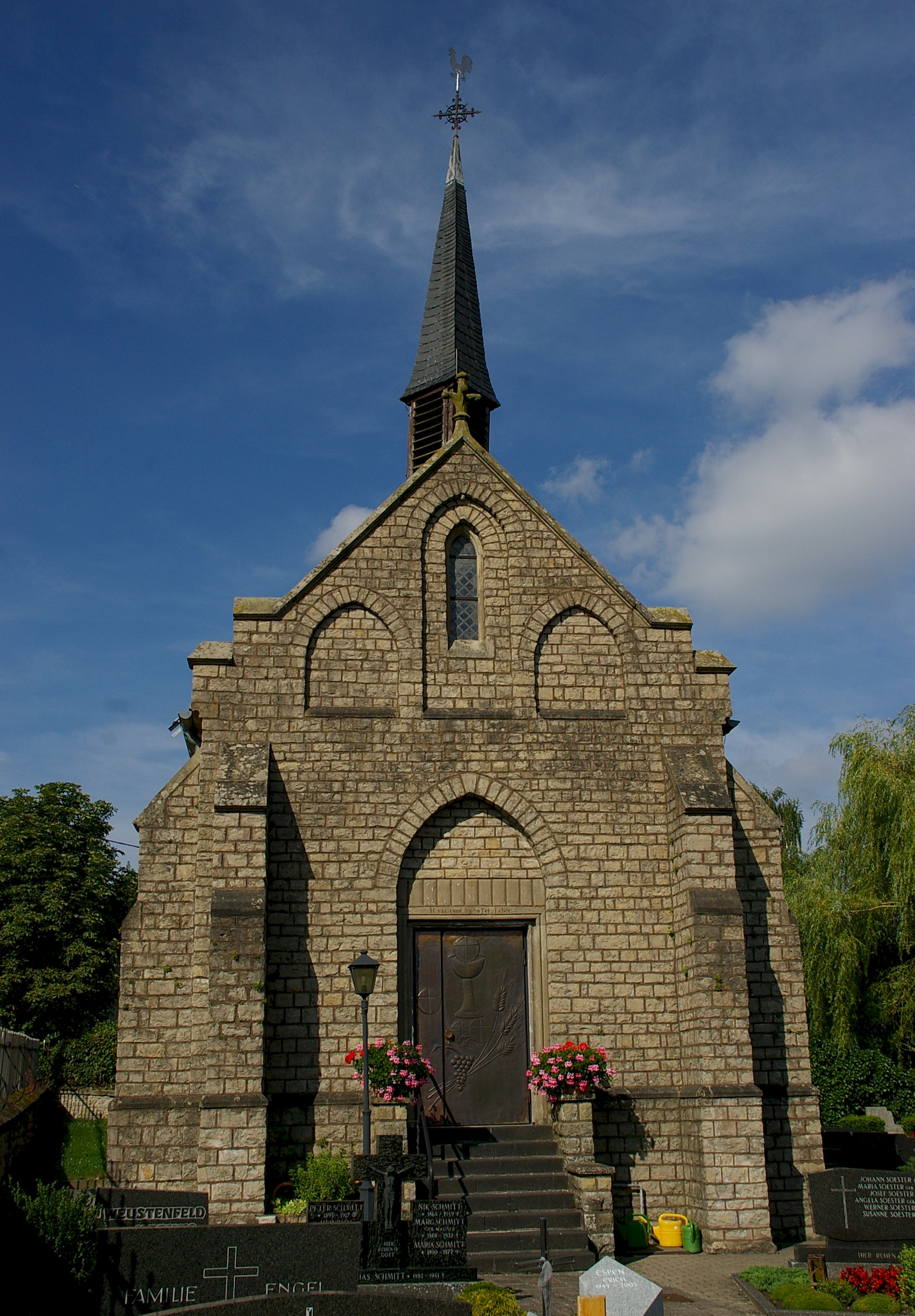
Kath. Filialkirche St. Bernhard im Ortsteil Söst
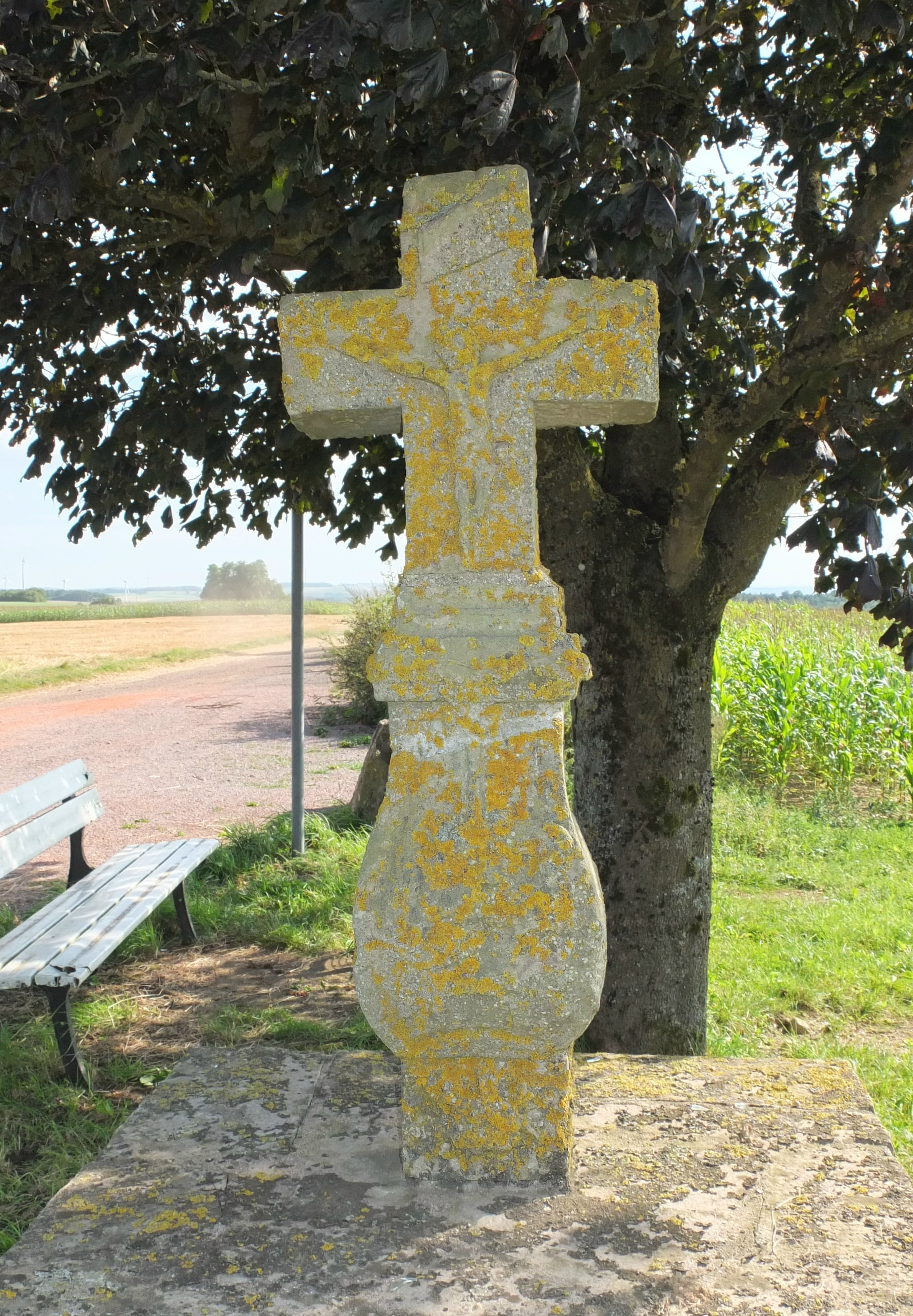
Helenenkreuz nahe Ortsteil Bilzingen

## Wirtschaft und Infrastruktur

### Weinbau
Wincheringen gehört zum „Weinbaubereich Obermosel“ im Anbaugebiet Mosel. Im Ort sind 38 Weinbaubetriebe tätig, die bestockte Rebfläche beträgt 126,4 ha. Etwa 97 % des angebauten Weins sind Weißweinrebsorten (Stand 2022). Im Jahre 1979 waren noch 112 Betriebe tätig und die Rebfläche betrug 114 ha.

### Verkehr
In Wincheringen kreuzen sich die Kreisstraße 110 und die Landesstraße 134, welche auch die parallel zur Mosel verlaufende Bundesstraße 419 kreuzt und die Moselbrücke anbindet, über die auf luxemburgischer Seite die Nationalstraße 10 erreichbar ist.
Der Bahnhof Wincheringen liegt an der Bahnstrecke Thionville–Trier (Obere Moseltalbahn). Es verkehrt die Linie RB 82 Trier Hbf – Perl.

## Persönlichkeiten
- Reinhold Wirtz (1842–1898), Architekt, Kommunalkreis- und Diözesanbaumeister des Bistums Trier